# Епископ будимски Данило
Данило (Славко Крстић; Нови Сад, 13. мај 1927 — Сентандреја, 20. април 2002) био је епископ будимски. Претходно је био викарни епископ Марчански (1969−1990), викар Његове Светости Патријарха српског г. Германа (1899−1991).

## Живот
Рођен је у Новом Саду 13. маја 1927. године, од оца Бранислава и мајке Славне, у православној породици. Имао је два брата, Жарка и Слободана чији је син кантаутор Бранислав Бане Крстић. У месту рођења је завршио основну школу, а након тога и гимназију.
Студије права уписао је на Београдском Универзитету 1946. године где се задржао само годину дана. Након тога, године 1947. отишао је на студије у Француску, где је на париској Сорбони дипломирао упоредну књижевност. По дипломирању једну школску годину је провео у Минхену студирајући техничке науке. Године 1953. поново се вратио у Париз, где се уписао на Православни теолошки институт Светог Сергија Радоњешког, а јуна месеца 1958. одбранио је дипломски рад из области Новог завета код чувеног професора владике Касијана Безобразова. Руковођен професором Георгијем Флоровским, почео је рад на докторској дисертацији под називом „Свети Јован Златоусти као теолог божанског човекољубља“ на Богословском факултету Харвардског универзитета. Доктор теологије постао је 1968. године.

### Монаштво
У манастиру Светог Саве, у Либертивилу код Чикага, по благослову Његове светости патријарха српског господина Германа, Славко Крстић примио је монашки постриг на Бадње вече 1960. године и добио име Данило, по светом Данилу другом архиепископу српском. На Велику Госпојину исте године и у истом манастиру рукоположен је у чин јерођакона. У чин јеромонаха рукоположен је 1962. године у храму Светог Саве у Њујорку. Служио је у грчком православном манастиру и опслуживао малу румунску парохију у околини града.

### Повратак у Београд и избор за епископа
Након година проведених на школовању у иностранству јеромонах др Данило се вратио у Београд 1968. године где је прво постављен за службеника "Гласника", службеног листа Српске православне цркве. Након тога је постао уредник овог часописа и уређивао га је од 1969. до 1990. године. Његова активност се наставља и у својству уредника Теолошких погледа, верско - научног часописа, који тада достиже светски углед. Године 1969. Патријарх српски Герман и епископи сремски Макарије и зворничко-тузлански Лонгин, хиротонишу га за епископа марчанског, викара патријарха српског. Петнаест година касније, 1984. године, постао је администратор будимски, да би 1988. године био изабран за архијереја епархије будимске, са седиштем у Будимпешти. Убраја се у осниваче Академије за конзервацију при Српској православној цркви. Основана је 1993. године, а владика Данило је био дугогодишњи професор и декан. Његова педагошка делатност је настављена и на Богословском факултету, где је предавао Пастирско богословље од 1993. до 1997. године. Владика Данило је важио за једног од најобразованијих епископа Српске православне цркве.
Објавио је 1982. књигу „Нема лепше вере од хришћанске“ заједно са будућим митрополитом Амфилохијем  18739975, ова књига је имала више издања.
Епископ будимски др Данило Крстић умро је 20. априла 2002. године, пете недеље васкршњег поста у Сентандреји. Сахрањен је у манастиру Ваведење на Сењаку у Београду, а опело је служио Његова светост патријарх српски господин Павле са великим бројем архијереја, свештеника, монаха и верног народа. Подигнут му је споменик у Новом Саду 2020. године.